# Mergellina (metropolitana di Napoli)
Mergellina è una stazione della linea 6 della metropolitana di Napoli.

## Storia
Con Augusto e Lala è una delle stazioni della linea 6 realizzate nel 1990, in vista dei mondiali di Italia '90, per la mai attivata Linea Tranviaria Rapida.
Tra i principali motivi della mancata entrata in funzione del breve tratto della metrotranvia, fino ad Augusto, furono proprio le carenze in termini di sicurezza della stazione, denominata all'epoca Piedigrotta. A seguito del sopralluogo dei funzionari dell'ispettorato della Motorizzazione Civile e Trasporti in Concessione nei primi giorni di giugno 1990, non ottenne l'autorizzazione necessaria per l'apertura. L'autorizzazione fu negata a causa della banchina provvisoria in legno, ricoperta di gomma antisdrucciolevole e della scalinata di risalita in ferro, anch'essa provvisoria e composta da 121 scalini, non rispondente alle prescrizioni della normativa di prevenzione degli incendi.
Negli anni seguenti, come le altre due stazioni, restò chiusa e abbandonata, fino all'approvazione del progetto di riconfigurazione della linea come metropolitana leggera. Nel 2005 ebbero inizio le opere di ammodernamento e riallestimento della stazione, secondo il progetto dello Studio Protec, recuperando quanto realizzato quindici anni prima. 
La stazione entrò in funzione come capolinea in occasione dell'attivazione della linea fino a Mostra il 4 febbraio 2007 con esclusivo uso del binario dispari per la fermata dei convogli. 
Nel 2013 fu nuovamente chiusa in seguito alla decisione di interrompere il servizio fino alla conclusione dei lavori lungo il tracciato fino alla stazione Municipio. Fu riattivata il 17 luglio 2024, contestualmente alla riapertura della linea.

## Strutture e impianti
Organica al circuito delle stazioni dell'arte, ospita, nell'atrio progettato dall'architetto Vittorio Magnago Lampugnani, due mosaici opera di Gerhard Merz. Il cancello di ingresso contiene un'installazione artistica disegnata da Alan Fletcher che, intrecciando le parole metropolitana e Mergellina, crea un pattern che ricopre per intero entrambe le ante .
La stazione presenta due binari passanti in canna singola e altrettante banchine laterali, posti a circa 26 metri di profondità sotto il livello stradale. 
Realizzata inizialmente come stazione metrotranviaria, nella configurazione attuale presenta una articolazione notevolmente strutturata. Le banchine sono collegate a due varchi distinti; attraverso questi si accede, percorrendo dei corridoi, alle scale fisse e mobili dirette al piano mezzanino.
Un elemento di interesse della stazione è la presenza dell'ascensore inclinato che permette la risalita dal mezzanino all'atrio, possibile anche con l'uso delle scale mobili.
L'atrio di ingresso è connesso, tramite un corridoio, alla stazione ferroviaria di Napoli Mergellina.

## Galleria d'immagini

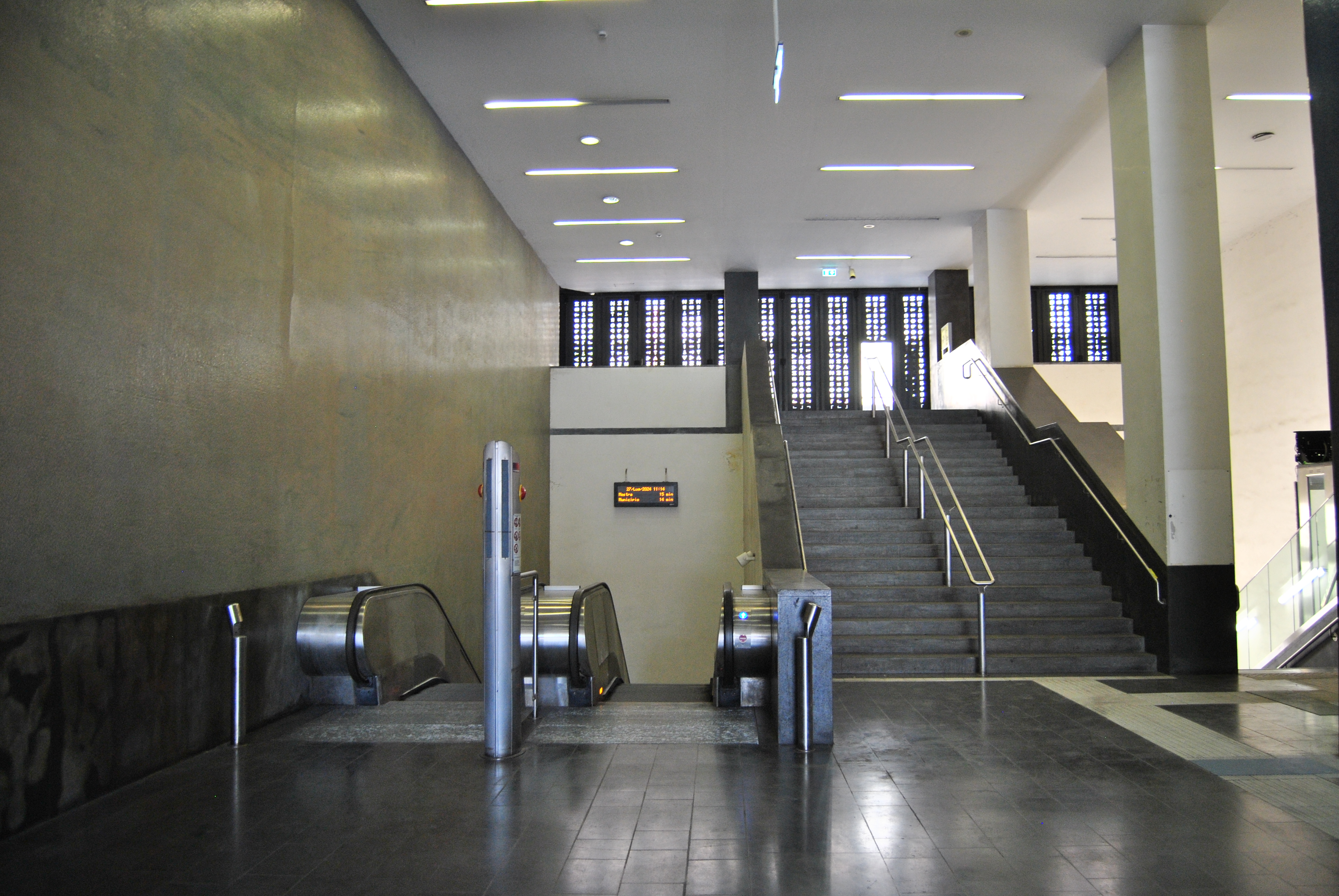
L'ingresso della stazione
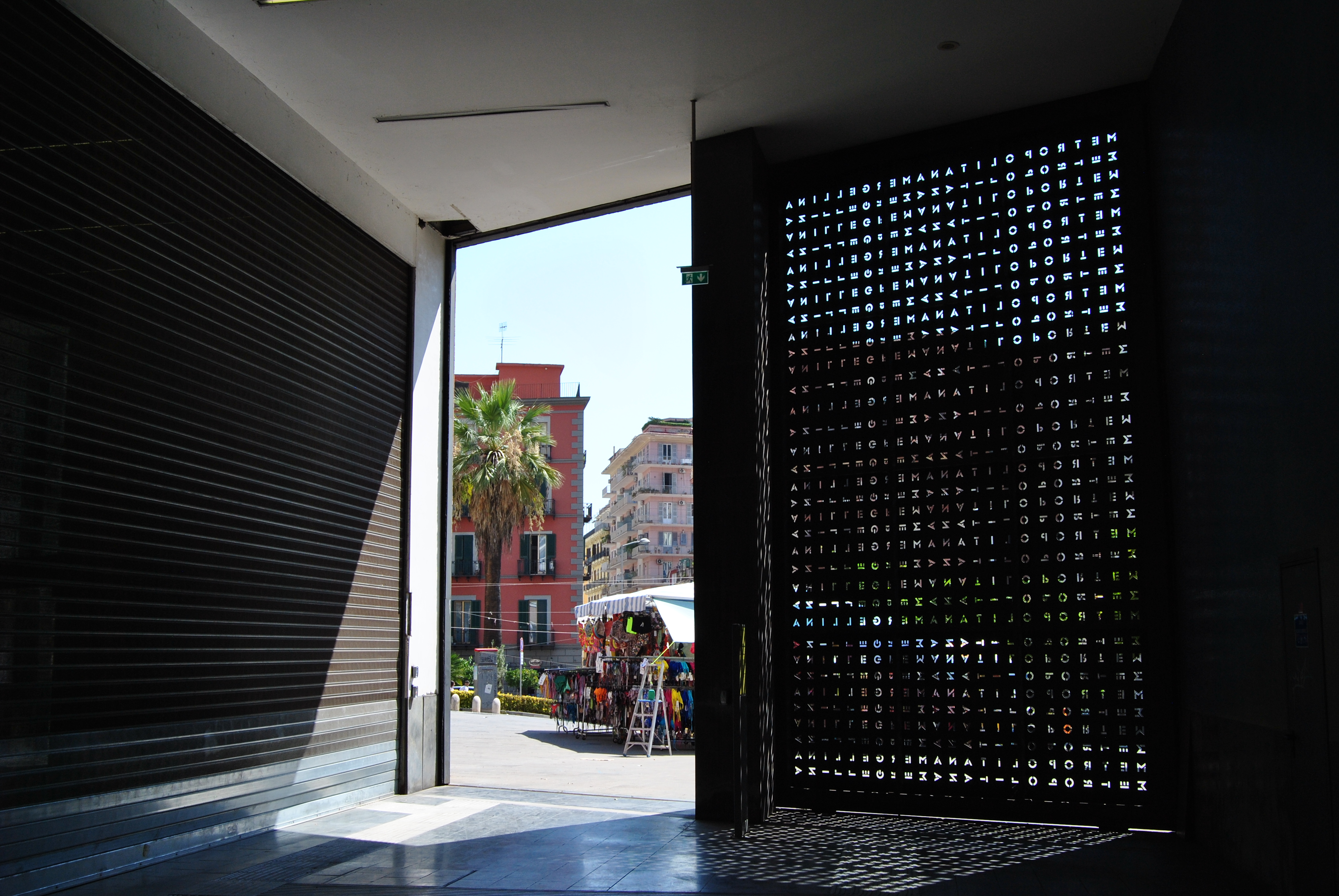
Il cancello con il pattern di Alan Fletcher
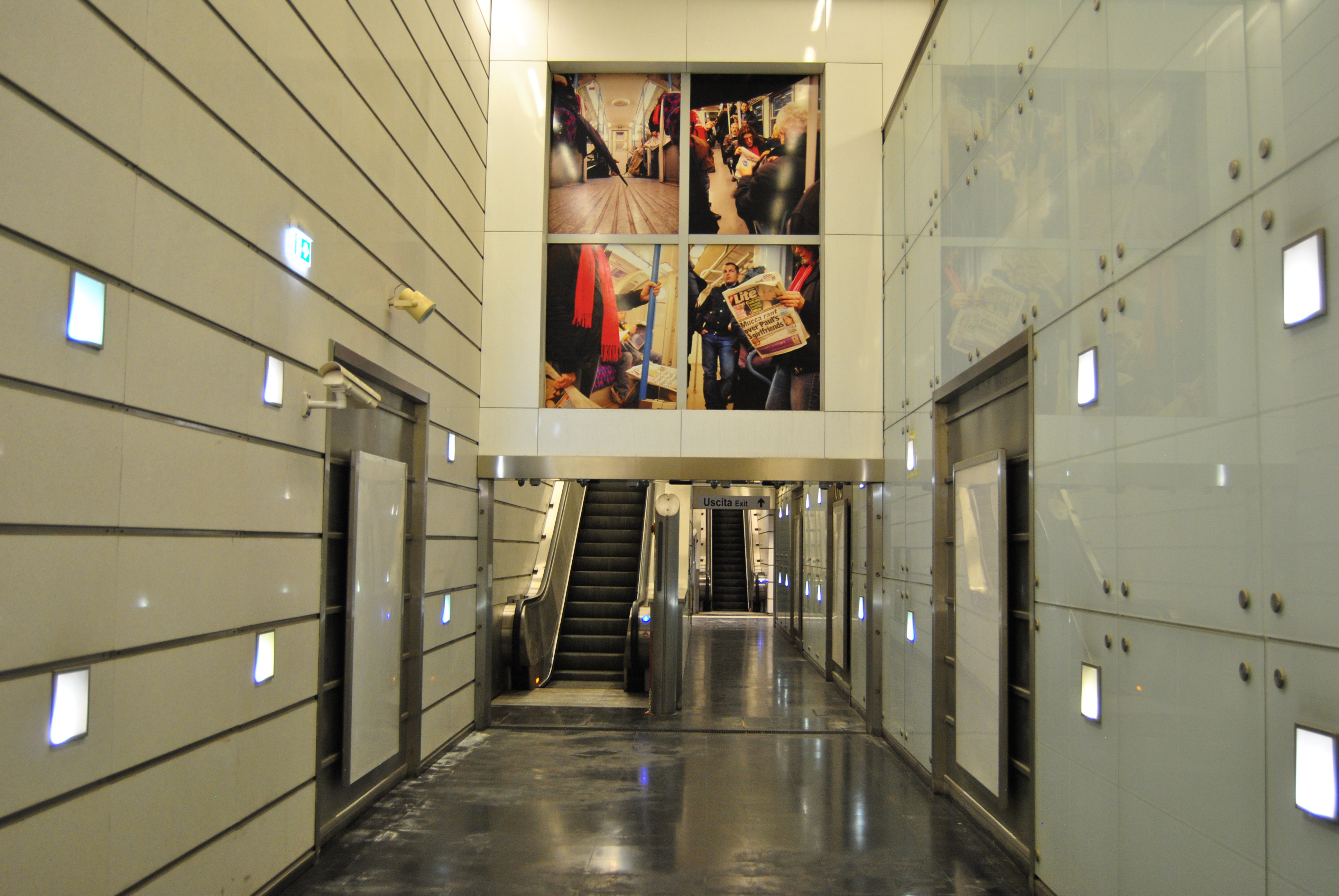
Le discenderie alla banchina direzione Municipio
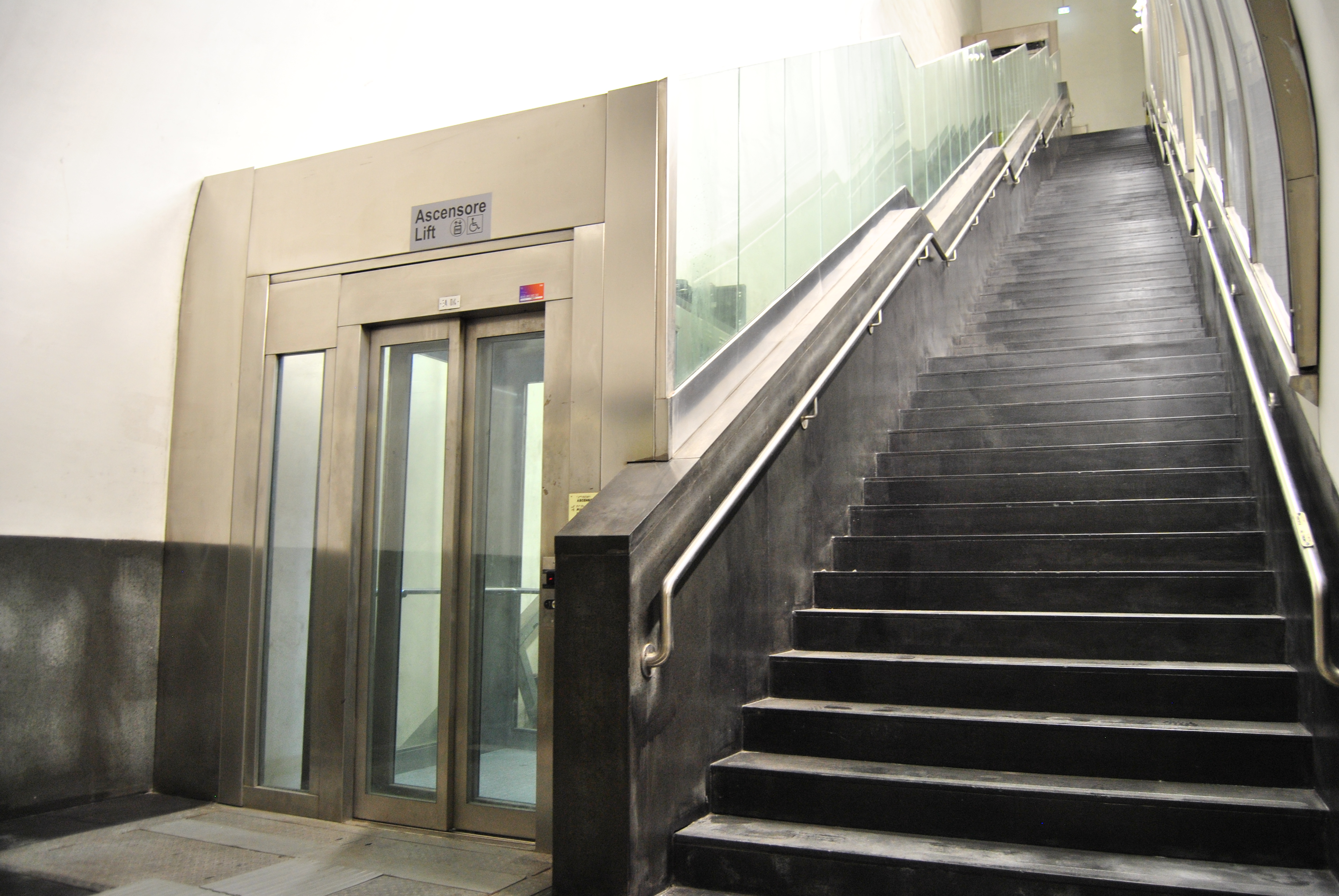
L'ascensore inclinato

## Servizi
La stazione dispone di:
- Biglietteria automatica
- Scale mobili
- Ascensore
- Accessibilità per portatori di handicap
- Stazione video sorvegliata

## Interscambi
- Stazione ferroviaria ( Napoli Mergellina)
- Fermata autobus ANM